# 广州大学
广州大学（英語：Guangzhou University），简称广大，是一所位于中华人民共和国广东省广州市的公立大学，是现时13所广东省高水平大学之一。广州大学于2000年由原广州大学、华南建设学院西院、广州师范学院、广州教育学院和广州高等师范专科学校等院校合并组建而成，实行省市共建、以市为主的管理体制。广州大学法定地址为广东省广州市番禺区大学城外环西路230号，现有大学城校区、桂花岗校区及黄埔校区三个校区。
截至2024年10月，广州大学设有26个专业学院，涵盖哲学、经济学、法学、教育学、文学、历史学、理学、工学、管理学、艺术学、交叉学科等十一大学科门类，在校本科生30,276人，硕士和博士研究生9,302人；现有一级学科博士授权点和博士专业学位授权点共14个，8个博士后科研流动站，一级学科硕士授权点34个，专业硕士学位授权点30个，拥有硕士推免资格。截至2024年10月，广州大学拥有国家级科研平台（含培育基地）6个，省部级科研平台80个。2016年以来，广州大学全校共申请国际、国内专利6672项，授权专利3526项，连续荣获广州市专利大户荣誉称号。论文质量稳步提升，发表在《Science》《Nature》等期刊上的论文数不断增加。近5年，学校获得国家、省部级科技和社科奖励131余项。

## 历史
广州大学经教育部批准，于2000年由广州师范学院、华南建设学院（西院）、广州教育学院、原广州大学、广州高等师范专科学校、广州市城建职工大学、广州市建筑总公司职工大学、广州市联合职工大学电信学院和广州市联合职工大学纺织学院合并组建而成。2005年6月，广州大学部分学院开始迁入广州大学城。
1927年创办的私立广州大学在1950年代的院系调整中被重组，最终各院系被并入中山大学、华南工学院和华南师范学院。1983年4月，广州市成立专科层次的广州职业大学；1984年4月，更名为广州大学。1993年1月，广州市教育委员会发布《关于广州大学与私立广州大学衔接问题的批复》，将广州大学和原私立广州大学的关系衔接。1996年11月，广州大学与原私立广州大学衔接大会举行。原广州教育学院创办于1953年，原广州师范学院创办于1958年，原广州高等师范专科学校创办于1985年，原华南建设学院（西院）创办于1991年。

## 象征
校徽
广州大学校徽中心图形为“羊”字变形图案。“羊”字上面两点变形为字母“G”和“U”，为广州大学英文“Guangzhou University”首字母缩写，整体形状像一个正在燃烧的火炬。
校训
博学笃行，与时俱进。
校歌
广州大学校歌为《广州大学校歌》，集体作词，柳坚作曲。

## 排名
广州大学在2022年的US News世界大学排名位列世界大学第619位，中国内地高校第57位；在2022年泰晤士高等教育世界大学排名中位列全球高校第601-800位，中国内地高校第35-49位；在2022年软科中国最好大学排名第91位。
学科水平
截至2022年6月，广州大学共有6个学科领域进入ESI全球前1%（工程学、计算机科学、化学、材料科学、环境/生态学、社会科学总论），其中工程学、计算机科学两门学科领域已进入前3‰。广州大学现有6个省高水平大学建设“冲一流”重点建设学科、14个省级重点学科、16个市级重点学科。

## 校区
学校现有大学城、桂花岗、黄埔三个校区，占地面积2277亩，建筑面积88万平方米。原有大学城、桂花岗、麓湖、广园、起义路、龙洞六个校区，占地总面积2,705亩，校舍建筑总面积114.6万平方米。2005年，学校整体搬迁至大学城校区，将麓湖、广园、起义路、龙洞四个校区归还至广州市人民政府，仅保留桂花岗校区。

### 大学城

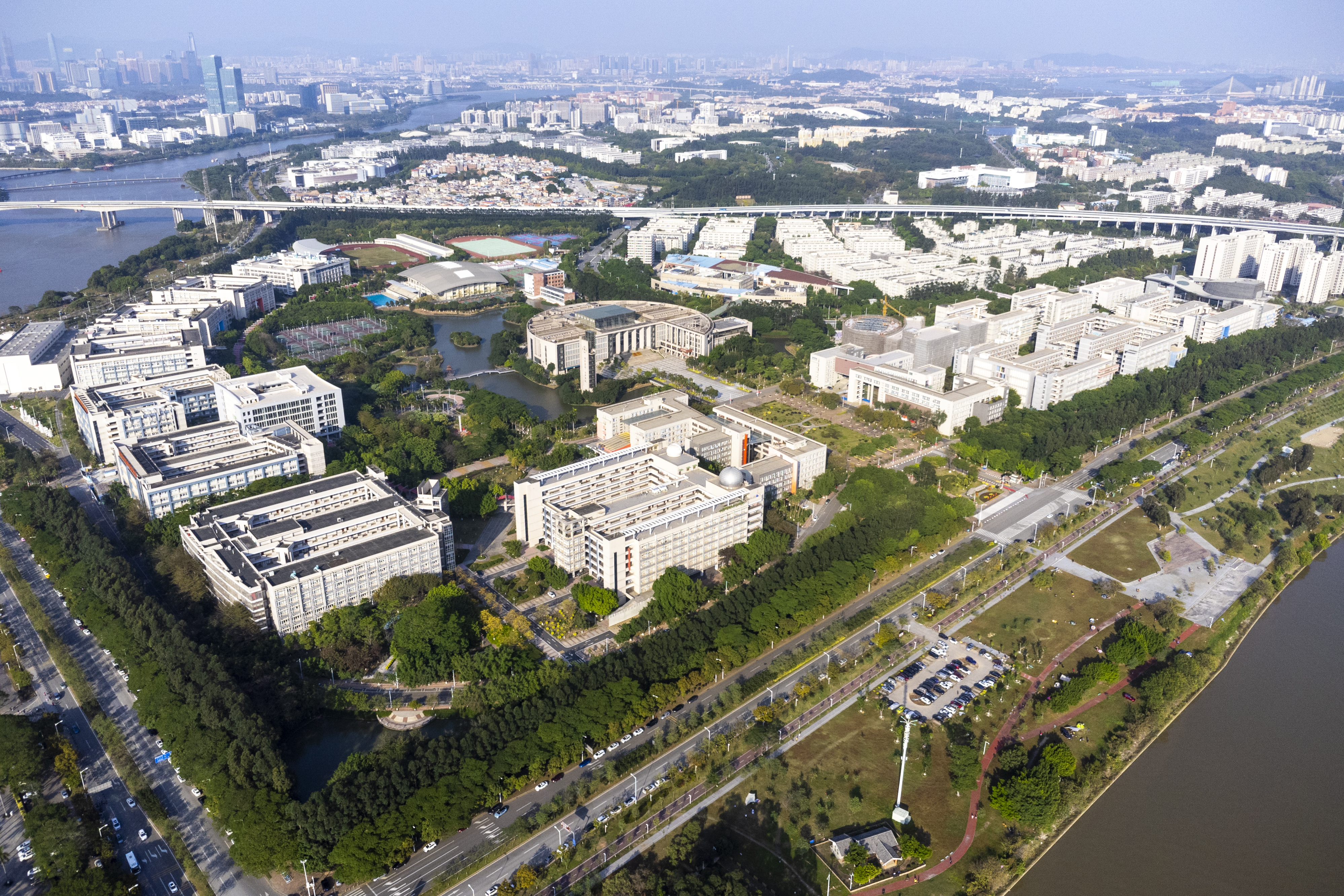
大学城校区

大学城校区位于广州市番禺区小谷围街道大学城外环西路230号，占地面积1,975亩，现为广州大学主校区。校区位于小谷围岛（广州大学城）最西侧，毗邻广东科学中心、北亭村、广州美术学院大学城校区。
广州大学大学城校区作为广州大学城首批进驻的十所高校之一，校区于2003年动工建设；2004年9月，首批学生入驻大学城校区；2005年，大学城校区整体建成，学校整体搬迁至大学城校区。

### 桂花岗

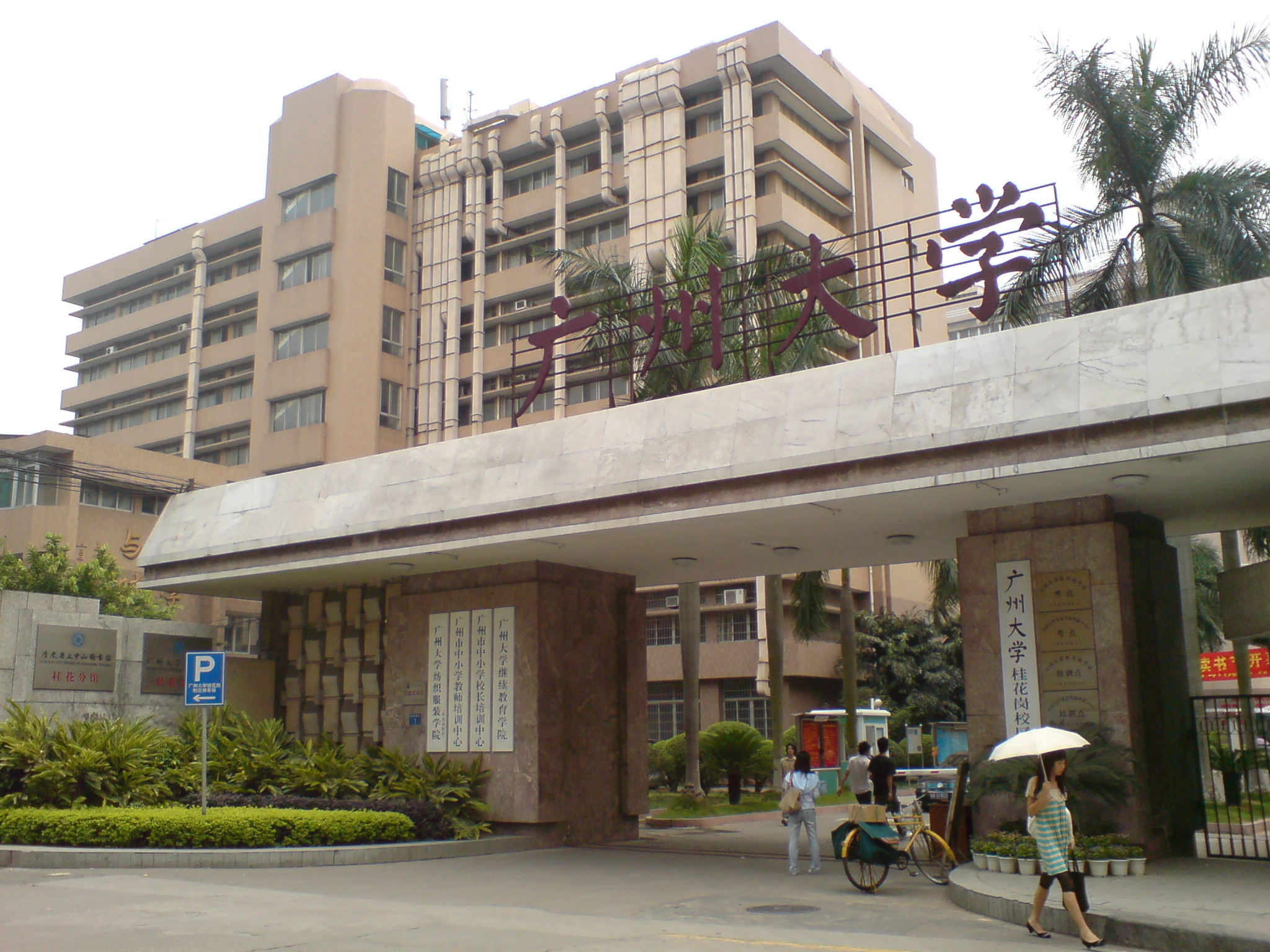
桂花岗校区

桂花岗校区位于广州市越秀区流花街道解放北路桂花岗东1号，占地面积152亩，前身是广州师范学院，学科特长主要是文科，设立人文学院等十数个二级学院，2000年合并归入广州大学。
桂花岗校区现有广州大学公共管理学院、经济与统计学院、管理学院（旅游学院/中法旅游学院）、人文学院、法学院（律师学院）、外国语学院等六个学院的大一本科生（大二起搬至大学城校区学习）。此外，桂花岗校区还有广州发展研究院、广州大学建筑设计研究院等校属科研单位。

### 黄埔

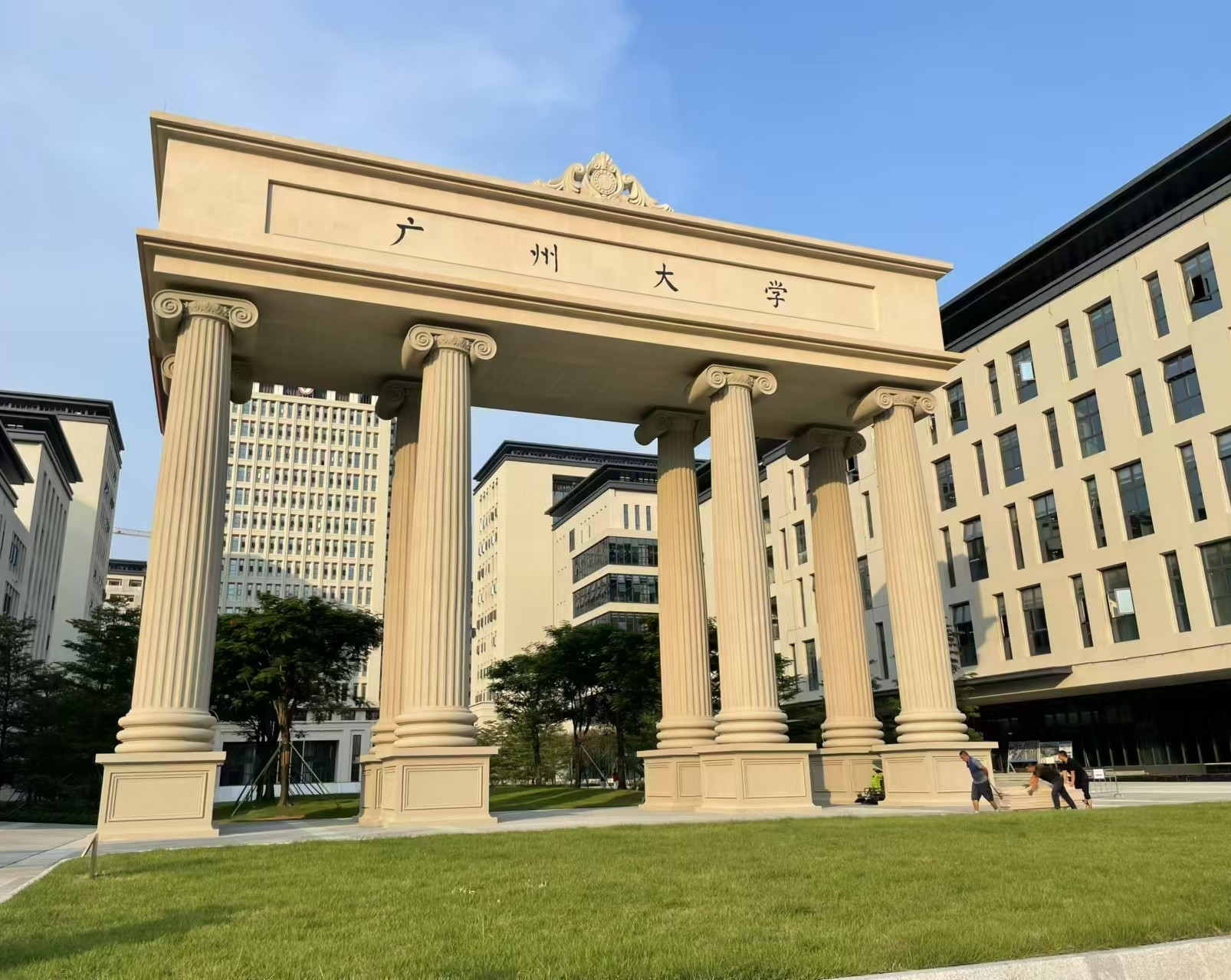
黄埔校区

黄埔校区（黄埔研究院/研究生院）位于广州市黄埔区中新广州知识城科教创新区知明路72号，校区分两期建设：一期租借海丝知识中心B3栋及B4栋作为教学楼，建筑面积约2万平方米，宿舍公寓位于领创街高新智创园C2栋、D1栋及D10栋，已于2020年9月投入使用；二期校园于2021年11月动工建设，采用传统书院式布局，占地面积为150亩，建筑面积约30万平方米，可容纳5000多名师生在校学习生活，已于2024年9月正式投入使用，成为广州大学第三个正式校区。黄埔校区现有物理与材料科学学院、电子与通信工程学院、地理科学与遥感学院、计算机科学与网络工程学院、网络空间安全学院、土木工程学院、新闻与传播学院等学院的研究生及网络空间安全学院的本科生入驻。

### 历史校区
- 麓湖校区：位于广州市越秀区麓景西路41号，合并校区前为原广州大学校舍，现被市政府收回作为广州市广播电视大学麓湖校区（校本部）。
- 广园校区：位于广州市白云区广园中路248号，前身为华南建设学院（西院）校园，学科以土木工程类见长，为土木工程学院（现土木与交通工程学院）、建筑与城市规划学院的总部。现被市政府收回作为广州城市职业学院广园南校区（校本部南校区）校舍。
- 起义路校区：位于广州市越秀区广州起义路144号，原广州教育学院校舍，现已移交作为广州市社会主义学院起义路校区。
- 龙洞校区：位于广州市天河区龙洞筲箕窝渔沙坦西坑大街1号，原广州高等师范专科学校校舍，后移交作为广州医学院龙洞校区。

### 独立学院
- 纺织服装学院：位于广州市白云区松洲街道增槎路松北球场直街33号，依托广州纺织工贸集团有限公司办学，于2022年停止招生。[15]
- 松田学院：位于广州市增城区朱村街道朱村大道东432号，2004年改为独立学院，2020年转设更名为广州应用科技学院。[16]
- 华软软件学院：位于广州市从化区太平镇广从南路548号，2006年改为独立学院，2020年转设更名为广州软件学院。[17]
- 市政技术学院：位于广州市花都区花山镇育才路3号，2020年转设为广州城市职业学院花都校区。

## 院系设置
广州大学共设有28个学院，其中26个学院为专业学院（即除创新创业学院与教师培训学院外），涵盖哲学、经济学、法学、教育学、文学、历史学、理学、工学、管理学、艺术学和交叉学科等十一门学科。2024年本科招生专业共78个，包括43个理工类专业、25个人文社科类专业及10个艺体类专业。
- 经济与统计学院
  - 经济系
  - 金融系
  - 国贸系
  - 统计系
  - 数据科学系
- 法学院（律师学院）
  - 法学系
  - 国际法系
- 马克思主义学院
  - 思想政治教育系
  - 中国近现代史纲要教研部
  - 马克思主义基本原理教研部
  - 马克思主义中国化教研部
  - 习近平新时代中国特色社会主义思想教研部
  - 形势与政策教研部
- 教育学院（师范学院）
  - 教育学系
  - 心理学系
  - 学前教育系
  - 教育技术系
  - 特殊教育系
- 体育学院
  - 体育教育系
  - 社会体育指导与管理系
  - 公共体育与教学研究部
- 人文学院
  - 文学系
  - 语言学系
  - 历史系
  - 戏剧与影视学系
  - 秘书学系
- 外国语学院
  - 英语系
  - 东语系
  - 西语系
  - 大学英语教学部
  - 研究生教学部
- 新闻与传播学院
  - 新闻学系
  - 播音主持艺术系
  - 广播电视艺术系
  - 网络与新媒体系
- 管理学院（旅游学院/中法旅游学院）
  - 工程管理系
  - 创新与战略管理系
  - 会计系
  - 人力资源管理与市场营销系
  - 物流与运营管理系
  - 数据科学与电子商务系
  - 旅游与酒店管理系
  - 会展管理系
- 公共管理学院
  - 政府管理系
  - 社会学系
- 音乐舞蹈学院
  - 音乐系
  - 舞蹈系
- 美术与设计学院
  - 美术系
  - 设计系
  - 数字媒体艺术系
- 数学与信息科学学院
  - 数学系
  - 应用数学系
  - 计算科学系
  - 信息科学系
  - 师范教育部
  - 大学数学教研部
- 物理与材料科学学院
  - 物理系
  - 天文系
  - 光电信息科学与工程系
  - 材料科学与工程系
  - 大学物理教学部
  - 实验中心
- 化学化工学院
  - 化学系
  - 化工系
- 地理科学与遥感学院
  - 地理科学系
  - 地理信息科学系
  - 资源环境与城乡规划系
- 生命科学学院
  - 生物科学系
  - 生物工程系
  - 生物技术系
- 机械与电气工程学院
  - 机电工程系
  - 电气工程与自动化系
  - 机器人工程系
  - 智能制造工程系
- 电子与通信工程学院
  - 电子与通信工程系
  - 物联网工程系
- 计算机科学与网络工程学院
  - 计算机科学系
  - 软件工程系
  - 网络工程系
  - 计算机科学与工程实验室（广东省实验教学示范中心）
- 建筑与城市规划学院
  - 建筑学系
  - 空间规划与景观设计系
- 土木与交通工程学院
  - 建筑结构工程系
  - 交通土建工程系
  - 地下建筑工程系
  - 工程力学系
  - 建筑设备工程系
  - 市政工程系
  - 工程材料研究所
- 环境科学与工程学院
  - 环境科学系
  - 环境工程系
- 网络空间安全学院
  - 网络空间安全系
- 人工智能学院
  - 人工智能系
- 国际教育学院（卫斯理安学院）
- 创新创业学院
- 教师培训学院（继续教育学院）

## 人事
党委书记
- 陈万鹏：2000年7月11日—2007年8月31日
- 易佐永：2007年8月31日—2014年1月25日
- 庾建设：2014年1月25日—2016年9月13日
- 屈哨兵：2016年9月13日[20]—2022年7月
- 魏明海：2022年7月—2024年10月
- 欧阳谦：2024年10月—

校长
- 林维明：2000年7月11日—2003年12月10日
- 庾建设：2003年12月10日—2014年1月25日
- 邹采荣：2014年1月25日—2016年9月13日
- 魏明海：2016年9月13日—

### 师资
截至2022年6月，广州大学现有在岗教职工3248人，其中专业技术人员2515人、专职教学科研人员2042人（其中副高以上专业职务者1263人），具有博士学位人员1500人。学校现有全职中国科学院、中国工程院院士两院院士4人（周福霖、张景中、郭柏灵、方滨兴）、全职外国院士1人、特聘院士4人、双聘院士4人、国际宇航科学院院士1人、欧亚科学院院士1人、俄罗斯自然科学院外籍院士1人；国家级教学名师1人；教育部国家重大人才项目特聘教授4人、青年学者2人；国家海外高层次人才引进计划8人；国家自然科学基金杰出青年基金获得者7人、国家自然科学基金优秀青年基金获得者7人；入选国家百千万人才工程国家级人选及国家突出贡献中青年专家11人；国家高层次人才特殊支持计划领军人才10人、教学名师1人、青年拔尖人才2人。

### 校友
- 麥華三，1938届文学院毕业生（私立广州大学），中国书法家和教育家。历任私立廣州大學副教授、广州美术学院副教授。
- 林兆明，1946届法律系毕业生（私立广州大学），国家一级演员。粤语说书人、相声演员和话剧演员。
- 陈耀光，1982届毕业生（广州教育学院），曾任湛江市人民政府市长、中共湛江市委书记、广东省人大环境与资源保护委员会主任。
- 朱哲琴，1990届毕业生（广州师范学院），中国内地新音乐代表人物。
- 陆兆禧，1991届酒店管理专业毕业生，阿里巴巴集团第二任CEO。
- 黄紫云，1993届艺术设计系毕业生，独立艺术家。
- 梁志皋，2002届新闻与传播学院毕业生，广州广播电视台新闻主持。
- 黎绮雯，2004届新闻与传播学院毕业生，广东广播电视台新闻主持。
- 严彦子，2005届新闻与传播学院毕业生，广东广播电视台新闻主持。
- 丁婵（豆丁），2007届新闻与传播学院毕业生，前广东广播电视台少儿频道节目主持人、大型项目部副监制，现为长隆市场部负责企划宣传。
- 云菲，2006届公共管理学院毕业生，广东广播电视台新闻主持。
- 刘芯怡，2013届新闻与传播学院毕业生，广东广播电视台广东卫视频道节目主持人、节目生产与编播中心监制。
- 凌意，2014届新闻与传播学院毕业生，广东广播电视台少儿频道节目主持人。
- 郭嘉峰，2014届新闻与传播学院毕业生，中国内地网络主持人、演员。
- 许杨玉琢，2018届新闻与传播学院毕业生，偶像团体SNH48成员。
- 黄思静，2018届公共管理学院毕业生，中国国家女子篮球队成员。

## 交通

### 定点班车
为方便师生来往三个校区及居住于市区的大学城校区教职工上下班，广州大学于上下课时间设置了多条定点班车线路，来往大学城校区与桂花岗校区、黄埔校区、原麓湖校区、原广园校区、集贤苑教师新村、云山居小区、同德围、沙涌教师小区及中山纪念堂。同时，学校设有地铁接驳专线往来大学城校区与大学城北地铁站。以上线路均由广州公交集团第三公共汽车有限公司运营。

### 公共交通
大学城校区
- 城际轨道：广州东环城际广州大学城站（在建）
- 公交：

| 大学城（广大）总站   | 大学城（广大）总站 | 大学城（广大）总站 | 大学城（广大）总站 | 大学城（广大）总站              |
| 编号                 | 路线               | 路线               | 路线               | 备注                            |
| -------------------- | ------------------ | ------------------ | ------------------ | ------------------------------- |
| 大学城专线1大学城1线 | 广外               | ⇆                  | 大学城（广大）     | 15分/班（寒暑假期间30–60分/班） |
| 大学城专线4大学城4线 | 天平架             | ⇆                  | 大学城（广大）     | 15分/班（寒暑假期间30–60分/班） |

| 广大站、广大生活区站、广大公寓站 | 广大站、广大生活区站、广大公寓站 | 广大站、广大生活区站、广大公寓站 | 广大站、广大生活区站、广大公寓站 | 广大站、广大生活区站、广大公寓站 |
| 编号                             | 路线                             | 路线                             | 路线                             | 备注 |
| -------------------------------- | -------------------------------- | -------------------------------- | -------------------------------- | --- |
| 35                               | 大学城（科学中心）               | ⇆                                | 文德路                           | |
| 86                               | 沥滘路东                         | ⇆                                | 大学城（广工）                   | |
| 383                              | 大学城星光下道                   | ⇆                                | 长洲码头                         | |
| 801                              | 大学城（科学中心）               | ⇆                                | 体育中心                         | |
| B25                              | 体育中心                         | ⇆                                | 大学城（中部枢纽）               | |
| 大学城专线1大学城1线             | 广外                             | ⇆                                | 大学城（广大）                   | 15分/班（寒暑假期间30–60分/班） |
| 大学城专线3大学城3线             | 广东药学院                       | ⇆                                | 大学城（中部枢纽）               | 15分/班（寒暑假期间30–60分/班） |
| 大学城专线4大学城4线             | 天平架                           | ⇆                                | 大学城（广大）                   | 15分/班（寒暑假期间30–60分/班） |
| 大学城环线1                      | 大学城星光下道                   | ↺                                | 大学城星光下道                   | |
| 番202旅游专线                    | 大学城（科学中心）               | ⇆                                | 大学城体育中心                   | |
| 夜50                             | 广州市档案馆南（大学城）         | ↺                                | 广州市档案馆南（大学城）         | 星海学院至广州市档案馆南区段经华师一路、内环西路、国医东路（华师生活区、省中医院大学城医院、南汉二陵博物馆） 大学城环线1附属线路，寒暑假期间停运 |
| 夜128                            | 大学城（广工）                   | ⇆                                | 海珠客运站                       | 86路附属线路 |

| 广大正门站 | 广大正门站         | 广大正门站 | 广大正门站 | 广大正门站 |
| 编号       | 路线               | 路线       | 路线       | 备注       |
| ---------- | ------------------ | ---------- | ---------- | ---------- |
| 35         | 大学城（科学中心） | ⇆          | 文德路     |            |

| 大学城（科学中心）总站 | 大学城（科学中心）总站 | 大学城（科学中心）总站 | 大学城（科学中心）总站 | 大学城（科学中心）总站 |
| 编号                   | 路线                   | 路线                   | 路线                   | 备注                   |
| ---------------------- | ---------------------- | ---------------------- | ---------------------- | ---------------------- |
| 35                     | 大学城（科学中心）     | ⇆                      | 文德路                 |                        |
| 801                    | 大学城（科学中心）     | ⇆                      | 体育中心               |                        |
| 番202旅游专线          | 大学城（科学中心）     | ⇆                      | 大学城体育中心         |                        |

桂花岗校区
- 地铁：█11号线梓元岗站A出口
- 公交：

| 广州大学（桂花岗校区）总站 | 广州大学（桂花岗校区）总站 | 广州大学（桂花岗校区）总站 | 广州大学（桂花岗校区）总站 | 广州大学（桂花岗校区）总站 |
| 编号                       | 路线                       | 路线                       | 路线                       | 备注                       |
| -------------------------- | -------------------------- | -------------------------- | -------------------------- | -------------------------- |
| 481                        | 广州大学（桂花岗校区）     | ↻                          | 广园客运站                 |                            |

| 桂花岗站  | 桂花岗站                   | 桂花岗站 | 桂花岗站                   | 桂花岗站                                         |
| 编号      | 路线                       | 路线     | 路线                       | 备注                                             |
| --------- | -------------------------- | -------- | -------------------------- | ------------------------------------------------ |
| 24        | 大塘西（敦和）             | ⇆        | 云台花园                   |                                                  |
| 34        | 芳信路（郭村小区）         | ⇆        | 云霄街（五号停机坪）       |                                                  |
| 38        | 时代玫瑰园                 | ⇆        | 文化公园（粤海关博物馆）   |                                                  |
| 58        | 时代玫瑰园                 | ⇆        | 广医一院（靖海路）         |                                                  |
| 124       | 云苑新村                   | ⇆        | 滘口客运站                 |                                                  |
| 181       | 景泰坑                     | ⇆        | 坑口地铁站                 |                                                  |
| 182       | 云苑新村                   | ⇆        | 逸景翠园                   |                                                  |
| 186       | 廣園新村                   | ⇆        | 珠江医院                   |                                                  |
| 244       | 江南大道南（地铁江泰路站） | ⇆        | 黄石东（白云尚城）         |                                                  |
| 244A      | 江南大道南（地铁江泰路站） | ⇆        | 汇侨新城                   |                                                  |
| 251       | 黄沙                       | ⇆        | 七星崗（廣東省煤炭地質局） |                                                  |
| 254       | 广州火车站（草暖公园）     | ⇆        | 石井红星村                 |                                                  |
| 265       | 广卫路                     | ⇆        | 环滘村                     |                                                  |
| 280       | 凰岗（锦东服装城）         | ⇆        | 广州火车东站               |                                                  |
| 284       | 员村（绢麻厂）             | ⇆        | 广园新村                   |                                                  |
| 470       | 机场路                     | ↻        | 机场路                     |                                                  |
| 807       | 广州火车站（草暖公园）     | ⇆        | 嘉禾（长红双和工业区）     |                                                  |
| 807A      | 广州火车站（草暖公园）     | ⇆        | 广州白云站公交总站         | 20–30分/班                                       |
| 886       | 南悦花苑                   | ⇆        | 珠江新城                   |                                                  |
| 商务专线3 | 站前路（西郊大厦）         | ⇆        | 沙涌南                     |                                                  |
| 夜22      | 江南大道南（地铁江泰路站） | ⇆        | 广州白云站公交总站         | 244路附属线路；20–30分/班                        |
| 夜40      | 琶洲大桥北（美林花园东门） | ⇆        | 廣園新村                   | 284路附属线路                                    |
| 夜107     | 白云路                     | ⇆        | 石井（红星村）             | 经机场路岗贝路口（省二医民航院区） 519路附属线路 |
| 夜121     | 地铁白云公园站             | ⇆        | 泮塘                       | 66路附属线路                                     |

黄埔校区
- 地铁：█14号线知识城支线汤村站C1出口，步行约1.5公里
- 城际轨道：穗深城际新龙站（在建）
- 公交：

| 广大黄埔研究院正门站 | 广大黄埔研究院正门站 | 广大黄埔研究院正门站 | 广大黄埔研究院正门站     | 广大黄埔研究院正门站 |
| 编号                 | 路线                 | 路线                 | 路线                     | 备注                 |
| -------------------- | -------------------- | -------------------- | ------------------------ | -------------------- |
| 新龙镇便民3线        | 西电广研院           | ↺                    | 广州第三代半导体创新中心 |                      |

| 广州商学院站 | 广州商学院站         | 广州商学院站 | 广州商学院站             | 广州商学院站     |
| 编号         | 路线                 | 路线         | 路线                     | 备注             |
| ------------ | -------------------- | ------------ | ------------------------ | ---------------- |
| 345          | 家和天曜             | ⇆            | 知识城南（地铁何棠下站） | 不大于15–30分/班 |
| 365          | 黄埔低空经济创新中心 | ⇆            | 知识城南（地铁何棠下站） | 不大于25分/班    |
| 370          | 科教城西公交总站     | ⇆            | 创新大道（万科幸福荟）   | 30分/班          |
| 夜126        | 地铁镇龙站           | ⇆            | 地铁红卫站               | 370路附属线路    |